# رسم محرف

رسوم مختلفة تمثل الحرف الصغير "a" ببنوط مختلفة وكطابق (story) مفرد ومزدوج؛ وهي بدائل حرفية للوحدة الخطية ⟨a⟩

في طباعة المحارف المنضدة، رسم المِحْرَف (بالفرنسية: glyph)‏ هو رمز أساسي ضمن مجموعة متفق عليها من الرموز، يهدف إلى تمثيل حرف يمكن قراءته لأغراض الكتابة. تعتبر الحزوز علامات فريدة تساهم مجتمعةً في تهجئة كلمة أو تساهم في معنى محدد لما هو مكتوب، ويعتمد هذا المعنى على الاستخدام الثقافي والاجتماعي.

## التمييز
في معظم اللغات المكتوبة بأي مجموعة متنوعة من الأبجدية اللاتينية، فإن النقطة الموجودة على الحرف الصغير "i" ليست حزاً لأنها لا تنقل أي تمييز، ولا يزال من المحتمل أن يكون الحرف i الذي تم حذف النقطة فيه عن طريق الخطأ أن يقرأ على أنها «أنا». ومع ذلك، في التركية، يعتبر حز، لأن هذه اللغة لها نسختان متميزتان من الحرف "i"، مع وبدون نقطة. في المقطعيتين اليابانية (الكانا)، يتكون عدد من الأحرف من أكثر من علامة منفصلة مثل う، ولكن بشكل عام هذه العلامات المنفصلة ليست حُزوزاً لأنها ليس لها معنى في حد ذاتها. ومع ذلك، في بعض الحالات، تؤدي العلامات الإضافية دور علامات التشكيل للتمييز بين الأحرف المتمايزة، على سبيل المثال، إضافة شرطتين (تسمى بالياباني داكوتن) إلى か ليصبح が يجعل الأخير مختلف في النطق عن الأول. هذه العلامات الإضافية تشكل الحزوز. وبشكل عام، تعد الشَّكَلات (علامات التشكيل) حزوزاً، حتى إذا تم ربطها ببقية الحرف.
بعض الأحرف، مثل "æ" في الأيسلندية و "ß" بالألمانية، يمكن اعتبارها على الأرجح حزوزاً: كانت في الأصل عبارة عن ضِمد ولكن بمرور الوقت أصبحت أحرفًا في حد ذاتها، وتعاملها هذه اللغات كحروف منفصلة. ومع ذلك، فإن الربط مثل "ffi"، والذي يتم التعامل معه في بعض الخطوط كوحدة واحدة، يمكن القول إنه ليس حزاً لأن هذا مجرد اختلاط في الخطوط، وهو في الأساس ميزة بدل خطي، ويتضمن أكثر من حرف واحد. في الكتابة اليدوية العادية، دون ترك القلم للورقة، غالبًا ما تكتب الكلمات الطويلة «مرتبطة»، وغالبًا ما يختلف شكل كل حرف مكتوب اعتمادًا على الأحرف التي تسبقه وتتبعه، لكن هذا لا يجعل الكلمة بأكملها حزاً واحد.

## اقرأ أيضاً
- حرف
- محرف